# Michael Schwab
Pour les articles homonymes, voir Schwab.
Michael Schwab, né à Mannheim (Allemagne) le 9 août 1853 et mort le 29 juin 1898 à Chicago, est un militant syndicaliste et anarchiste.

## Biographie
Il est relieur de profession et prend part en 1872 à la création d'une Union des relieurs, et adhère ensuite au Parti social-démocrate.
Il arrive à Chicago en 1879. En 1881, il collabore à l'Arbeiter Zeitung et à Der Verbote.
En 1883, il participe aux côtés d'Oscar Neebe et d'Albert Parsons à la création d'un groupe de l'IWPA (International Working People's Association, connue aussi sous le nom de Black International).
Le 4 mai 1886, Schwab est brièvement présent au meeting de Haymarket Square (point culminant de la lutte pour la journée de huit heures aux États-Unis), mais quitte la place pour prendre la parole dans un autre rassemblement.
Il est tout de même arrêté le lendemain, à la suite de l'attentat qui suit le meeting de Haymarket Square, et condamné à la prison à vie, puis au bagne à perpétuité. Il est mis en cause pendant sept ans, avant que le Gouverneur John Peter Altgeld ne commue sa peine en 1893. Après la révision de son procès, le 26 juin 1893, il sort de prison et est réhabilité.
Il reprend son travail à l'Arbeiter Zeitung, mais le quitte en 1895 pour ouvrir un magasin de chaussures qui fera faillite. Ayant contracté la tuberculose, il meurt le 29 juin 1898.
Il a écrit : « La violence est une chose, et l’anarchie en est une autre [...] nous préconisons l’usage de la violence contre la violence, mais seulement contre la violence, mais encore seulement la violence comme un moyen de défense nécessaire. »

## Publication

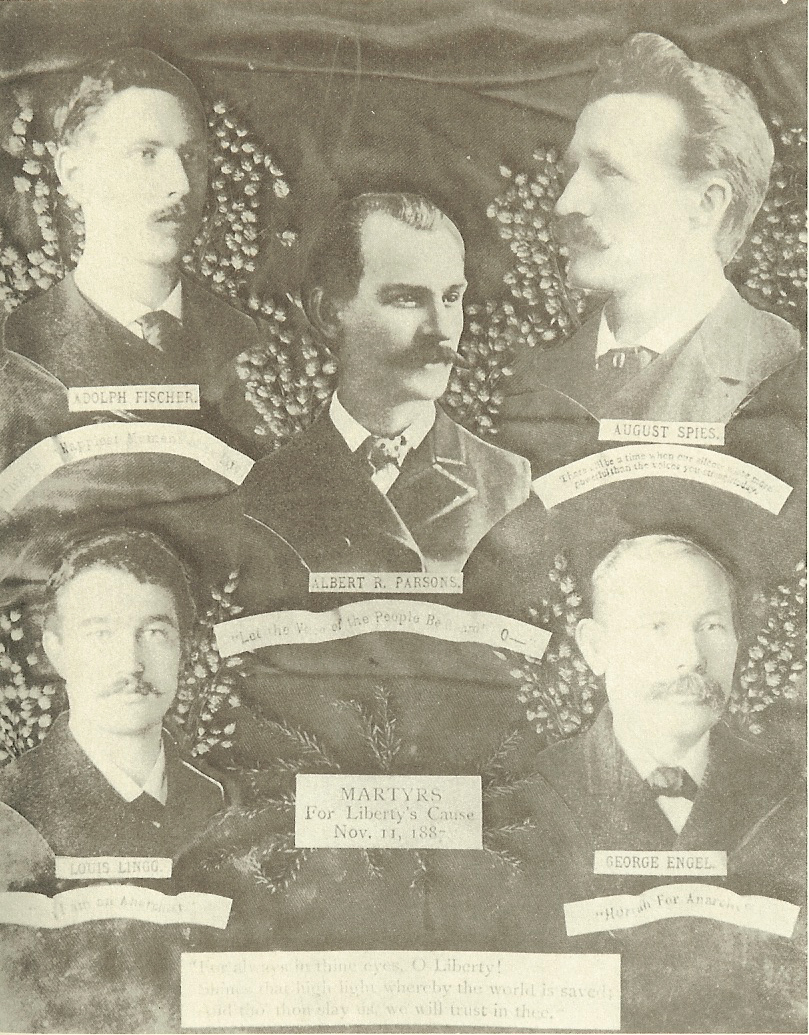
« The Haymarket Martyrs »

August Spies, Oscar W Neebe, Michael Schwab, Adolf Fischer, Louis Lingg, The famous speeches of the eight Chicago anarchists in court : when asked if they had anything to say why sentence of death should not be passed on them October 7, 8, and 9, 1886, Chicago, Lucy E. Parsons, publisher, 1910, notice.

### Notices
- Notices d'autorité :   - VIAF
  - ISNI
  - LCCN
  - GND
  - Pays-Bas
  - WorldCat
- L'Éphéméride anarchiste : notice biographique.
- L'Éphéméride anarchiste : Massacre de Haymarket Square.